# Wassili Michailowitsch Golownin

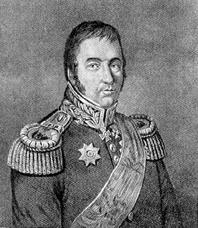
Wassili Golownin

Wassili Michailowitsch Golownin (russisch Василий Михайлович Головнин, wiss. Transliteration Vasilij Michajlovič Golovnin; * 8. Apriljul. / 19. April 1776greg. in Gulynki, Gouvernement Rjasan; † 29. Junijul. / 11. Juli 1831greg. in Sankt Petersburg) war ein Offizier der russischen Marine und Wissenschaftler.

## Leben und Wirken
Wassili Michailowitsch Golownin beendete 1792 die Seeoffiziersschule und diente anschließend auf verschiedenen russischen Kriegsschiffen sowie von 1801 bis 1805 zu Studienzwecken in der britischen Marine. In den Jahren 1805 und 1806 stellte Golownin das Nationale Signalbuch Russlands zusammen.
1807 erfolgte seine Ernennung zum Kommandanten der Bark Diana und zum Leiter einer Forschungsexpedition in den Pazifik, zu den Küsten des nordöstlichen Asien  und des nordwestlichen Amerika. Seinen Freund Pjotr Iwanowitsch Rikord wählte er als seinen Assistenten aus. Als er auf den Kurilen kartographierte, wurde er wegen der Verwüstungen, die zuvor Nikolai Resanow wegen gescheiterter Verhandlungen mit dem Tokugawa-Shogunat auf Sachalin angerichtet hatte, im Juli 1811 mit 6 weiteren Expeditionsmitgliedern und einem kurilischen Übersetzer auf die Insel Kunaschir gelockt und festgenommen. Kapitänleutnant Rikard, der an Bord der Diana geblieben war, nahm daraufhin den einflussreichen Hokkaidō-Händler Takataya Kahei (1769–1827) fest und erreichte mit dessen Hilfe, dass nach langen Verhandlungen die Russen 1813 freigelassen wurden.

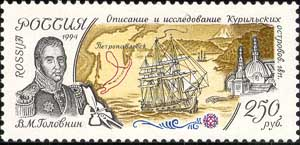
Golownin auf einer russischen Briefmarke

Nach seiner Rückkehr nach Russland unternahm er dann von 1817 bis 1819 mit der von Benjamin Stuckey gebauten Sloop Kamtschatka eine Weltumsegelung. Während dieser Reise wurde Golownin 1818 zum korrespondierenden Mitglied der Russischen Akademie der Wissenschaften in Petersburg berufen. An dieser Reise nahmen unter anderem Unterleutnant Friedrich Benjamin von Lütke (Polarforscher und späterer Präsident der Russischen Akademie der Wissenschaften), Unterleutnant Ferdinand von Wrangel, Unterleutnant Fjodor Matjuschkin und Mitschman Matwei Murawjow  teil.
Nach seiner Rückkehr wurde er 1821 zum stellvertretenden Kommandeur der Seeoffiziersschule und 1823 zum Generalintendanten der russischen Flotte ernannt. Dabei erwarb er sich große Verdienste um die Vergrößerung der russischen Flotte. Für seine Verdienste wurde Golownin 1830 zum Vizeadmiral ernannt.
Nach Golownin sind drei geographische Objekte sowie die Golowninstraße in den Kurilen und eine Bucht (Golowninbai) im Beringmeer benannt, außerdem die Meerenge zwischen den Kurilen-Inseln Raikoke und Matua, ein Kap in Nordamerika sowie ein Berg auf der Insel Nowaja Semlja, östlich von Matotschkin-Schar.
Golownin schrieb mehrere Bücher, unter anderem ein Buch mit dem schlichten Titel In Gefangenschaft bei den Japanern von 1811 bis 1813, welches in mehrere Sprachen übersetzt wurde. Er wurde noch zu Lebzeiten zum Ehrenmitglied der Universität Charkow ernannt.
Wassili Michailowitsch Golownin starb 1831 in Sankt Petersburg.
Zum 200. Jahrestag der Landung Golownins auf der Insel Tanna wurde In Port Vila anlässlich  der Aufnahme diplomatischer Beziehungen Russlands zum Pazifikstaat Vanuatu 2009 ein Golownin-Denkmal von Nikolai Seliwanow und seinem Sohn Wassili aufgestellt.

## Werke
- Begebenheiten des Capitains von der russisch-kaiserlichen Marine Golownin in der Gefangenschaft bei den Japanern in den Jahren 1811, 1812 und 1813 nebst seinen Bemerkungen über das japanische Reich und Volk und einem Anhange des Capitains Rikord. zwei Bände, Verlag Gerhard Fleischer der Jüngere, Leipzig 1817–1818